# Alexander Alexandrowitsch Fadejew

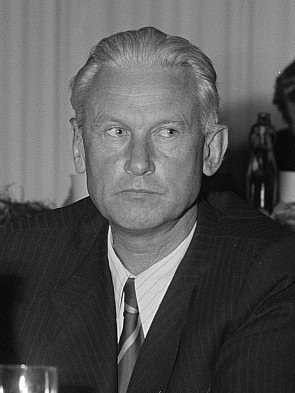
Alexander Fadejew (1952)

Alexander Alexandrowitsch Fadejew (russisch Александр Александрович Фадеев; * 11. Dezemberjul. / 24. Dezember 1901greg. in Kimry; † 13. Mai 1956 in Peredelkino bei Moskau durch Suizid) war ein sowjetischer Schriftsteller und Publizist.

## Literarische Anfänge und Literaturfunktionär Stalins
Fadejews Eltern waren Alexander Iwanowitsch Fadejew (1862–1917), Mitglied der sozialrevolutionären Geheimgesellschaft Narodnaja Wolja und Antonina Wladimirowna Fadejew, geborene Kuntz (1873–1954).
Fadejew beteiligte sich am Bürgerkrieg und schrieb 1927 den Roman „Die Neunzehn“ (Разгром) über den Kampf von Partisanen und Rotarmisten gegen japanische Truppen um 1920 im Fernen Osten Russlands, wo er selbst einen Teil seiner Kindheit und Jugend im Dorf Tschugujewka verlebt hatte.
Fadejew war während der stalinistischen Ära (1938 bis 1944 sowie 1946 bis 1954) Sekretär des Schriftstellerverbandes der UdSSR. Sein bekanntester Roman ist „Die junge Garde“ (Молодая гвардия). Fadejew wurde 1946 mit dem Stalinpreis und zweimal mit dem Leninorden sowie dem Rotbannerorden ausgezeichnet.

## Roman: Junge Garde
Die „Junge Garde“ erschien 1945 und 1949 deutsch übersetzt. Der Roman beschreibt den Kampf und das Schicksal einer jugendlichen Partisanengruppe während der deutschen Okkupation im Jahr 1942. Held ist der sechzehnjährige Komsomolze Oleg Koschewoi, der in der Stadt Krasnodon den Aufstand gegen die Wehrmacht führt. Etwa vier Monate kämpfte er mit über 100 Komsomolzen gegen deutsche Soldaten. Einen Monat vor der Befreiung der Stadt durch die Rote Armee (Januar 1943) wurde die Gruppe verraten. Von 103 jungen Mitgliedern blieben nur acht am Leben. Der Leichnam Oleg Koschewois wurde erst im März 1943, gefoltert und verstümmelt, aufgefunden. Fadejews Roman aus dem Großen Vaterländischen Krieg der Sowjetunion diente in der kommunistischen Volksbildung in der UdSSR ebenso wie in den Warschauer Vertragsstaaten als Vorbildroman bei der Wehrerziehung der Schuljugend.

## Suizid, Beziehungen und Nachkommen

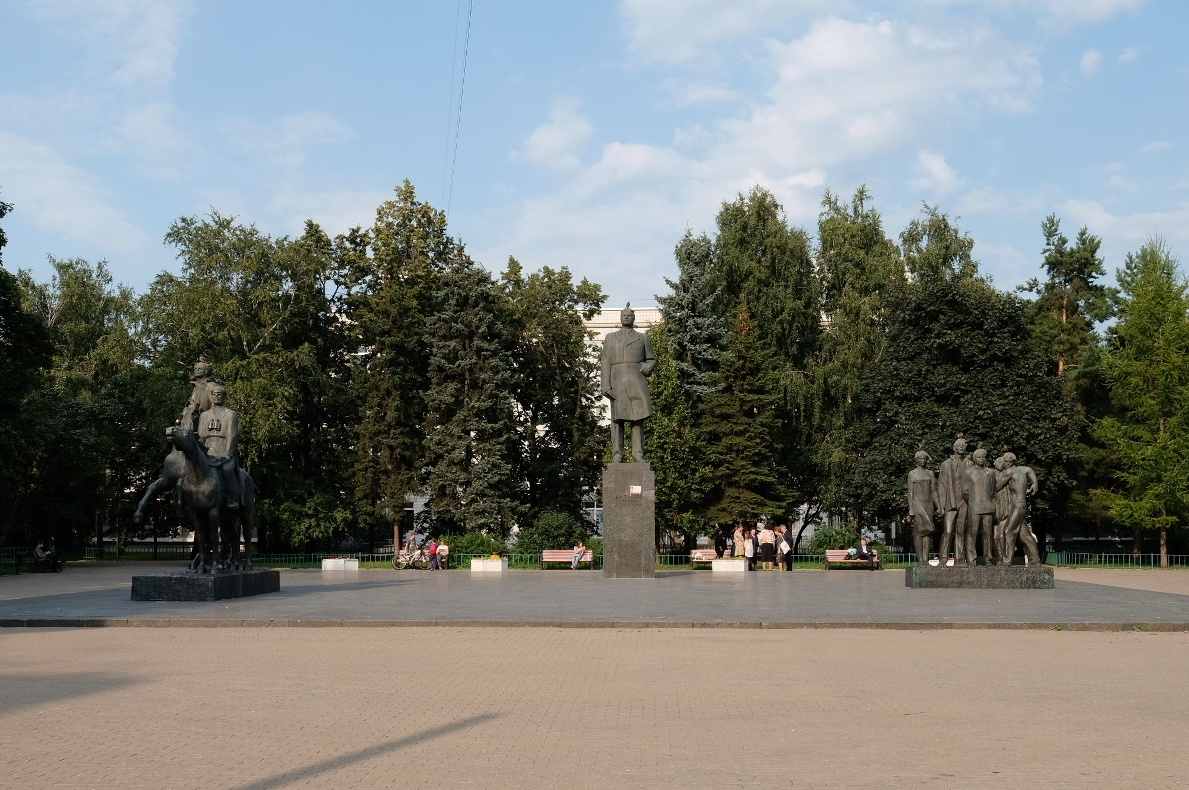
Fadejew-Denkmal (W. A. Fjodorow, 1973), Miusskaja-Platz, Moskau

Fadejew war schwer alkoholkrank. Nach dem Tod Stalins wurde er während der Tauwetter-Periode wegen seiner Unterstützung von Stalins Kulturpolitik heftig angegriffen. Fadejew wählte den Freitod durch eine Schusswaffe in seiner Datscha in Peredelkino. Am Vortag seines Selbstmords gestand Fadejew einem Freund, er habe als Funktionär des Schriftstellerverbandes vielen Verhaftungen von Literaten zugestimmt – trotz seines Wissens, dass diese Personen unschuldig waren. Sein Tod wurde von seinem Nachbarn in Peredelkino, Boris Pasternak, in einem Epigramm verwandt. Fadejew wurde auf dem Moskauer Nowodewitschi-Friedhof beigesetzt.
Alexander Fadejew hatte einen gleichnamigen Adoptivsohn, der Schauspieler wurde. Aus einer Beziehung mit der Lyrikerin Margarita Aliger entstammte die Tochter Maria Aleksandrowna Makarowa (1943–1992), welche 1967 Hans Magnus Enzensberger heiratete.

## Publikationen
Belletristik
- Die Neunzehn. Verlag für Literatur und Politik, Berlin 1928.
- Die junge Garde. Verlag "Die Brücke", Wien 1948.
- Romane – Novellen – Erzählungen. Verlag Kultur und Fortschritt, Berlin 1970.

Publizistik
- Über Literatur. Reden, Aufsätze, Briefe. Herausgegeben von Willi Beitz. Verlag Volk und Welt, Berlin 1973.

## Verfilmungen
- 1958: Die Neunzehn (Юность наших отцов)